# ワールド・ワイド・ライヴ
『ワールド・ワイド・ライヴ』（World Wide Live）は、スコーピオンズが1985年に発表したライブ・アルバム。

## 解説
1984年から1985年にかけて、スコーピオンズは大がかりなワールド・ツアーを行った。初日は1984年1月23日のバーミンガム公演、最終日は1985年2月7日の東京公演（リマスターCDのブックレットには、全公演日程が記載されている）。本作ではロサンゼルス、サンディエゴ、コスタメサ、パリ、ケルンでのライヴ音源を使用。収録曲は『ラヴドライヴ』（1979年）以降の楽曲と、オープニング用のインストゥルメンタル「カウントダウン」、マティアス・ヤプスのソロをフィーチャーした「シックス・ストリング・スティング」から成り、ウルリッヒ・ロート在籍時の楽曲は含まれていない。
オリジナルLPは2枚組。初CD化された際は1枚にまとめられ、収録時間の関係から一部の楽曲が外された。2001年に東芝EMIから発売されたリマスターCDでは、CDの収録時間向上に伴い、オリジナルLPと同じ曲数となった。
2015年12月2日には、バンドのデビュー50周年を記念し、アルバムの新規リマスター音源と1985年にVHSとして発売された映像作品『ワールド・ワイド・ライヴ』を収録した『ワールド・ワイド・ライヴ（50thアニバーサリー・デラックス・エディション）』（CD+DVD、品番:SICX-30020/21）が発売された。

## 収録曲
特記なき楽曲はルドルフ・シェンカーとクラウス・マイネの共作。初CD化の際は13. 17. 18. 19.が外された。
1. カウントダウン - "Countdown" [Instrumental] (Meine/Jabs) - 0:31
2. カミング・ホーム - "Coming Home" - 3:15
3. ブラックアウト - "Blackout" (Schenker, Meine, Rarebell, Kittelsen) - 3:40
4. バッド・ボーイズ・ランニング・ワイルド - "Bad Boys Running Wild" (Schenker, Meine, Rarebell) - 3:47
5. 日曜の愛劇 - "Loving You Sunday Morning" (Schenker, Meine, Rarebell) - 4:36
6. メイク・イット・リアル - "Make It Real" (Schenker, Rarebell) - 3:27
7. ビッグ・シティ・ナイツ - "Big City Nights" - 4:49
8. コースト・トゥ・コースト - "Coast to Coast" (Schenker) - 4:40
9. 免罪の日 - "Holiday" - 3:12
10. スティル・ラヴィング・ユー - "Still Loving You" - 5:44
11. ハリケーン - "Rock You Like a Hurricane" (Schenker, Meine, Rarebell) - 4:04
12. キャント・リヴ・ウィザウト・ユー - "Can't Live Without You" - 5:28
13. アナザー・ピース・オブ・ミート - "Another Piece of Meat" (Rarebell, Schenker) - 3:36
14. ダイナマイト - "Dynamite" (Schenker, Meine, Rarebell) - 7:05
15. ZOO (背徳の街角) - "The Zoo" - 5:46
16. 官能の夜 - "No One Like You" - 4:07
17. キャント・ゲット・イナフ (パート1) - "Can't Get Enough", Pt. 1 - 1:59
18. シックス・ストリング・スティング (マティアス・ヤプス ギター・ソロ) - "Six String Sting" (Jabs) - 5:18
19. キャント・ゲット・イナフ (パート2) - "Can't Get Enough", Pt. 2 - 1:52

## 参加ミュージシャン
- クラウス・マイネ - ボーカル、ギター（on 8.）
- ルドルフ・シェンカー - ギター
- マティアス・ヤプス - ギター
- フランシス・ブッホルツ - ベース
- ハーマン・ラレベル - ドラムス